# Кейджан, Сельма
Сельма Кейджан (англ. Selma Kajan; род. 30 июля 1991, Сидней, Австралия) — австралийская легкоатлетка, специализирующаяся в беге на 800 метров. Рекордсменка Океании в эстафете 4×800 метров. Участница летних Олимпийских игр 2016 года.

## Биография
Родилась в семье эмигрантов из Югославии, также в прошлом легкоатлетов. Отец, Алия Каян, имел личный рекорд в марафоне 2:18:08, а мама Биба владела рекордом Боснии и Герцеговины на дистанции 800 метров — 2.03,02.
Начала заниматься бегом в легкоатлетическом клубе Randwick Botany Harriers в шесть лет. В одиннадцать выиграла свой первый титул чемпионки штата среди сверстников в беге на 800 метров. Тренируясь под руководством отца, регулярно становилась призёром чемпионатов страны среди школьников, участвовала в юношеском первенстве мира, где была четвёртой в шведской эстафете.
В 2009 году после стрессового перелома ноги перенесла операцию, позднее лечилась от мононуклеоза. Из-за этих проблем со здоровьем прогресс в её результатах остановился. Лишь в 2014 году Кейджан вновь заявила о себе, заняв второе место на национальном чемпионате в беге на 800 метров.
В составе сборной установила рекорд Океании на чемпионате мира по эстафетам 2014 года в эстафете 4×800 метров — 8.13,26. Спустя год вновь была близка к этому достижению вместе с австралийской командой (8.13,97).
Участвовала в Олимпийских играх в Рио-де-Жанейро, где закончила соревнования на стадии предварительных забегов.

## Основные результаты
| Год  | Турнир                      | Место проведения          | Дисциплина        | Место       | Результат |
| ---- | --------------------------- | ------------------------- | ----------------- | ----------- | --------- |
| 2007 | Чемпионат мира среди юношей | Острава, Чехия            | 800 м             | 30-е (заб.) | 2.12,78   |
| 2007 | Чемпионат мира среди юношей | Острава, Чехия            | шведская эстафета | 4-е         | 2.09,96   |
| 2014 | Чемпионат мира по эстафетам | Нассау, Багамские Острова | эстафета 4×800 м  | 3-е         | 8.13,26   |
| 2014 | Континентальный кубок       | Марракеш, Марокко         | 1500 м            | 8-е         | 4.19,61   |
| 2015 | Чемпионат мира по эстафетам | Нассау, Багамские Острова | эстафета 4×800 м  | 3-е         | 8.13,97   |
| 2016 | Олимпийские игры            | Рио-де-Жанейро, Бразилия  | 800 м             | 54-е (заб.) | 2.05,20   |